# Fable (відеогра)
Fable (укр. Казка, легенда) — відеогра жанру Action RPG, розроблена студією Lionhead Studios і видана Microsoft Game Studios 14 вересня 2004 для Xbox. Доповнена версія гри під назвою Fable: The Lost Chapters для Microsoft Windows була випущена 20 вересня 2005 року. Перевидання оригінальної гри з осучасненою графікою, Fable: Anniversary, яке включає в себе доповнення The Lost Chapters, було випущено у лютому 2014 року.

## Ігровий процес

Герой бореться з розбійниками

Гравець керує героєм з видом від третьої особи, котрий виконує різноманітні завдання для свого розвитку і просування за сюжетом. Для цього він повинен боротися з ворогами, торгувати та здійснювати моральні вибори. Головні пригоди концентруються навколо Гільдії Героїв, жителі якої дають ключові завдання й де відбувається вдосконалення протагоніста. Гільдія має магічний телепорт, який переносить персонажа до будь-якого іншого телепорта. Сам герой мовчазний, але гравець може висловлювати свої думки жестами, обравши їх з набору пропонованих. Залежно від оточення та морального образу, пропонуються різні жести або застосування предметів, три з яких можна призначити на «гарячі» клавіші для швидкого використання.
Герой володіє запасом здоров'я, життів і магічної енергії мани. Здоров'я поповнюється їжею чи лікувальними зіллями, запас життів — зіллями воскресіння, а мани — магічними зіллями. Коли всі життя вичерпано, гра завантажується з останньої точки збереження, автоматичної чи зробленої гравцем. Герой може користуватися холодною зброєю (мечі, сокири, молоти тощо), стрілецькою (луки й арбалети), і магією, а також битися голіруч і ногами. Для посилень зброї існують магічні камені-модифікатори, що наділяють її додатковою атакою певною стихією, наприклад, вогнем. Більшість корисних предметів купуються в торговців або ж отримуються з убитих ворогів. Місцями знаходяться скрині та демонічні брами, що приховують скарби. Аби відкрити скриню слід знайти достатню кількість ключів. Брами ж вимагають вирішення загадки або виконання вказаної умови. Всі отримані предмети складаються до необмеженого інвентаря, де сортуються за типом.
Отримавши завдання від іншого персонажа, герой вирушає на виконання. Завдання переважно полягають у знищенні ворогів, таких як чудовиська і розбійники, та вирішенні суперечок. Залежно від значимості та винагороди, вони поділяються на золоті, срібні та бронзові. Золоті складають основу сюжету і дають найбільшу винагороду й визнання. Срібні необов'язкові, але в них можна добути кошти, спорядження, досвід, що полегшує проходження основного сюжету. Бронзові — це побічні завдання невеликої складності, які більше ознайомлюють зі світом гри. На мінікарті, розташованій на екрані, відповідним кольором позначаються вказівники до завдань. Герой завжди може телепортуватися до Гільдії, але підготовка до телепортації вимагає тим більше часу, чим далі персонаж перебуває від найближчого телепорта.
Виконуючи завдання і знищуючи ворогів, герой заробляє досвід. Окремо він накопичується для сили, вмінь, волі та загальний. При виконанні серії успішних атак зростає бойовий множник, який збільшує обсяг отримуваного досвіду. В Гільдії Героїв протагоніст може підняти рівень свого розвитку, вклавши очки досвіду у збільшення відповідно сили (запас здоров'я, потужність атак тощо), вмінь (швидкість, прихованість тощо) та волі (вивчення заклять і запас мани). Загальний досвід може бути витрачений на вдосконалення в будь-якій із цих категорій. Здобувши достатньо досвіду, протагоніст може вивчити нове вміння. Крім того існують рідкісні зілля, випивши які, персонаж миттєво отримує значний обсяг досвіду.
Особливістю гри є вибір морального образу героя. Залежно від його вчинків, змінюється вигляд героя і ставлення інших персонажів до нього. Так, добрий герой з часом отримує німб і навколишні люди радітимуть його появі, а злий — роги і від нього тікатимуть. На вигляд також впливає вправність гравця і вподобання його героя. Від ран у боях з'являються шрами, переїдання призводить до ожиріння, маг отримує сяйливі татуювання тощо. Крім того гравець може відшукати картки татуювань і зачісок, які виконуються у цирульників. З віком персонаж старішає — в нього з'являються зморшки і сивина. Разом з тим спроможності не падають із віком, а на більшості інших персонажів вік ніяк не позначається. На пізніх етапах гри відкривається доступ до храмів Аво та Скорма, відповідно доброго і злого божества. У них героєві дається змога омолодитися та отримати додаткові очки морального образу за певну плату: грошима або людськими жертвами. Пройшовши всю гру, гравець може продовжити пригоди, виконуючи незавершені завдання.

## Сюжет

### Світ гри
Події відбуваються у світі Альбіон, де в давнину існувало Старе королівство, котрим правили архони. До Альбіону свого часу вторглися троє злих сутностей з Безодні, які прагнули влади над світом. Герой Вільям Блейк переміг їх і відновив порядок. Та з часом Альбіон занепав і тепер розділений на кілька регіонів, які потерпають від чудовиськ і розбійників. Колишнім розбійником Ностро було засновано Гільдію Героїв, де виховувалися найманці, покликані захищати Альбіон. Утім, за героями лишилося право самим обирати зайняти бік добра чи зла.

### Дія
На початку головний герой виступає в ролі безіменного хлопчика, який живе зі своїми батьками і сестрою Терезою в невеликому мирному селі Оуквейл. Гравець вчиться з основами гри, допомагаючи героєві знайти гроші на подарунок сестрі — чесним або нечесним шляхом. На село нападають розбійники, батька майбутнього героя вбивають, а самого хлопчика від смерті рятує маг Мейз, який забирає малого в Гільдію Героїв. Той проходить навчання під керівництвом Наставника і за кілька років випускається з Гільдії, отримавши прізвисько Куроскуб. Його противницею стає дівчина Віспер, яка час від часу кидає героєві виклики.
Він завойовує репутацію, виконуючи різноманітні завдання. Ставши достатньо відомим і сильним, він дізнається від Мейза, що Тереза жива. Допомогти знайти її здатна сліпа провидиця, що живе в добре захищеному таборі розбійників. Переодягнувшись розбійником, герой пробирається всередину, він зустрічає провидицю, котра і є Терезою. Герой долає ватажка розбійників Дволеза, але сестра віщує, що їм не бути разом і героя чекає боротьба з більшим злом.
Подорожуючи світом, герой здобуває славу і врешті отримує запрошення на гладіаторську арену. Володар арени, таємничий чоловік у масці на прізвисько Валет Клинків, випробовує героя битвами і змушує боротися з Віспер. Той може вбити її, або ж пощадити. Герой довідується, що саме Валет організував напад на Оуквейл і тримає його матір, мисливицю на перевертнів, у в'язниці.
Після невдалої спроби звільнити матір, Скарлет Роуб, герой сам стає ув'язненим. Через рік (або більше, якщо гравець не був досить вправним) йому вдається втекти разом зі Скарлет. Мейз викрадає Терезу, виявивишись союзником Валета. Герой вбиває його, але тим часом Валет Клинків нападає на Гільдію Героїв і добуває схований там Меч Віків.
Валет убиває Скарлет і спалює Гільдію, після чого розуміє, що Меч Віків дасть йому силу, тільки будучи окропленим кров'ю архона — представника королівського роду. Саме такими виявляються герой і його сестра. Герой і Валет вступають у поєдинок, в якому останній, попри велику демонічну силу, зазнає поразки. Герой обирає вбити сестру та заволодіти силою Меча, або ж викинути його до порталу в світ демонів, утвореного після смерті лиходія. На цьому закінчується оригінальна версія гри.

## Fable: The Lost Chapters
Доповнена версія гри Fable: The Lost Chapters для Microsoft Windows і Xbox була випущена восени 2005 року. Fable: The Lost Chapters додає до оригінальної гри продовження основного сюжету, нові завдання, локації, персонажів, речі тощо.
У продовженні герой довідується про воїна на прізвисько Коса, дух якого доручає йому вирушити на північ аби завадити великому злу повернутися. Для цього герой розшукує меч Сльоза Аво, за силою рівний Мечеві Віків. Герой використовує маску Валета, щоб зібрати три душі видатних героїв і відкрити браму на північ. З-поміж душ він може забрати душу Наставника, вбивши його, або Ностро, тим самими позбавивши його від прокляття. На півночі герой виявляє Валета відродженим у подобі дракона, з яким вступає у двобій. Після перемоги він постає перед вибором: кинути маску в лаву, прогнавши Валета з Альбіону назавжди, або ж одягнути її, давши Валету вселитися в себе та продовжити примножувати зло. Так чи інакше, історія його життя стає легендою, що лишилася у віках.

## Fable: Anniversary
У лютому 2014 року вийшло перевидання оргінальної Fable: The Lost Chapters з переробленою HD-графікою, новою системою збережень та досягнень. Гра вийшла спочатку на платформу Xbox 360 а пізніше і на Microsoft Windows.

## Саундтрек
Саундтрек до Fable офіційно було випущено 15 лютого 2005 року. Саундтрек до гри написав Рассел Шоу (англ. Russell Shaw), головна тема Денні Ельфмана (англ. Danny Elfman).
| Fable Original Soundtrack | Fable Original Soundtrack | Fable Original Soundtrack | Fable Original Soundtrack |
| #                         | Назва                     | Автор музики              | Тривалість                |
| ------------------------- | ------------------------- | ------------------------- | ------------------------- |
| 1.                        | «Fable Theme»             | Рассел Шоу/Денні Ельфман  | 3:27                      |
| 2.                        | «Oakvale»                 | Рассел Шоу                | 3:25                      |
| 3.                        | «Darkwood»                | Рассел Шоу                | 4:10                      |
| 4.                        | «Witchwood»               | Рассел Шоу                | 3:10                      |
| 5.                        | «Lychfield Cemetery»      | Рассел Шоу                | 4:31                      |
| 6.                        | «Summer Fields»           | Рассел Шоу                | 4:04                      |
| 7.                        | «Bowerstone»              | Рассел Шоу                | 4:34                      |
| 8.                        | «Arena»                   | Рассел Шоу                | 2:06                      |
| 9.                        | «Temple of Light»         | Рассел Шоу                | 2:38                      |
| 10.                       | «Hobbes Cave»             | Рассел Шоу                | 3:57                      |
| 11.                       | «Greatwood»               | Рассел Шоу                | 3:15                      |
| 12.                       | «Guild»                   | Рассел Шоу                | 5:29                      |
| 13.                       | «Fresco Dome»             | Рассел Шоу                | 4:59                      |
| 49:45                     |                           |                           |                           |

## Оцінки й відгуки
| Агрегатор    | Оцінка                                                            |
| ------------ | ----------------------------------------------------------------- |
| GameRankings | Fable: 85.28 % (Xbox) The Lost Chapters: 84 % (Xbox) 83 % (PC)    |
| Metacritic   | Fable: 85/100 (Xbox) The Lost Chapters: 83/100 (Xbox) 83/100 (PC) |

| Видання  | Оцінка         |
| -------- | -------------- |
| 1Up.com  | A (Xbox 360)   |
| GamePro  | 4.5/5.0 (Xbox) |
| GameSpot | 8.6/10 (Xbox)  |
| GameSpy  | 4.0/5.0 (Xbox) |
| IGN      | 9.3/10 (Xbox)  |

Загалом Fable отримала позитивні відгуки від критиків. Оригінальна версія для Xbox, згідно підрахунків Metacritic і Game Rankings, отримала оцінку в середньому 85 %. Гра завоювала понад 50 нагород і була однією з найпродаваніших ігор для Xbox.
Гіларі Голдстейн з IGN особливо похвалив світ Альбіону, який розкривається і через вигляд локацій, і через діалоги та книги й описи предметів; зміну вигляду персонажа, залежно від його поведінки, та можливість обирати різні стилі гри. Завдяки цьому порівняно невеликий набір локацій та завдань Fable стає непомітним. Оригінальною та цікавою є система слави, завдяки якій герой розвивається від нікому невідомого до повсюдної знаменитості, а також розробка морального образу, на який реагують довколишні люди. Взаємодія з несюжетними персонажами зводиться до кількох реплік, а самі персонажі представлені двома-трьома моделями, хоча досліджувати їхні реакції на поведінку героя цікаво. Також критикувалося те, що винагорода за злі вчинки переважно корисніша, ніж за добрі. «У грі є багато чудових ідей, які не реалізовані сповна. Граючи, я продовжував думати: „Чому вони не зробили те чи інше“, але врешті-решт я все одно захопився грою у Fable, і для мене це має значення… Свобода Fable дозволяє вам грати так, як ви хочете, робити власний вибір щодо того, як ви досягнете кульмінаційної битви наприкінці вашої пригоди. Ви будете героєм, але можете бути і вельможею, як Галахад, пройдисвітом, як Робін Гуд, або тираном, як Чингісхан».
Ґреґ Касавін з GameSpot писав, що Fable спирається на постійні експерименти, її герой сам по собі не має характеру, його належить створити, граючи, а заразом змінювати світ докола. Через це герой постає не стільки «зіркою» Альбіону, як режисером. Цьому сприяють графіка з різноманітними локаціями та доречна оркестрова музика. «Fable — це вигадлива гра, в якій достатньо чудових, унікальних моментів, щоб вона сяяла. Те, що багато з цих моментів смішать, тим краще. Щоправда, найкращі моменти гри не такі вже й часті — її амбіції очевидні, але не завжди реалізуються, а повсюдний грайливий дух гри іноді занурюється в умовності. Однак ці хиби запросто можна вибачити. Незалежно від того, скільки часу ви в підсумку витратите на гру Fable, ви навряд чи скоро забудете цей досвід».